# Тети Нотари (Торино)
Тети Нотари је насеље у Италији у округу Торино, региону Пијемонт.
Према процени из 2011. у насељу је живело 33 становника. Насеље се налази на надморској висини од 436 м.